# Patricio Araujo
Patricio Gabriel Araujo Vázquez (Colima, 30 gennaio 1988) è un ex calciatore messicano, di ruolo difensore.

## Palmarès

### Club

#### Competizioni nazionali
- Campionato messicano: 1

GUadalajara: Clausura 2006
- Supercopa MX: 1

Puebla: 2015

#### Competizioni internazionali
- InterLiga: 1

Guadalajara: 2009